# Kan Shimozawa
Kan Shimozawa (子母澤 寛 Shimozawa Kan) fue un novelista japonés. Nació el 1 de febrero de 1892 en Atsuta, Hokkaido , y murió el 19 de julio de 1968. A veces su nombre se escribe como Kan Shimosawa. Su verdadero nombre era Umetani Matsutaro. Es conocido por ser el creador de la saga Zatoichi, el samurái ciego.

## Trabajos
Es el creador de varias obras de ficción. Muchos de los cuales han sido adaptados en películas. Estas incluyen:
- Shinsengumi Monogatari
- Las series de televisión y películas de Zatoichi de 1962.
- 1962: The Tale of Zatoichi.
- 1962: The Tale of Zatoichi Continues
- 1963: New Tale of Zatoichi
- 1963: Zatoichi the Fugitive
- 1963: Zatoichi on the Road
- 1963: New Tale of Zatoichi
- 1970: Zatoichi Meets Yojimbo
- 1971: Zatoichi and the One-Armed Swordsman
- 2003: Zatōichi
- 2008: Ichi

## Figuras históricas
Ha escrito varias figuras históricas en sus obras, incluyendo:
- Takeda Kanryūsai
- Yamazaki Susumu

- Datos: Q11447916